# Vinkelhastighed
Vinkelhastighed (også radianhastighed, vinkelfrekvens eller radianfrekvens) er for et legeme som roterer om en akse den vinkel, som legemet drejer sig i en tidsenhed. I matematiske og fysiske formler betegnes en vinkelhastighed typisk med det græske bogstav {\displaystyle \omega } (lille omega).
Måleenheden for vinkelhastighed er normalt radianer pr. sekund der også kort kan opfattes blot som reciprokke sekunder ({\displaystyle \mathrm {s} ^{-1}}), men i princippet kunne man også bruge grader pr. sekund. Da der går {\displaystyle 2\pi } radianer på en hel omgang, er sammenhængen mellem vinkelhastighed og omdrejningsfrekvens
{\displaystyle \omega =2\pi \cdot f}
Vinkelhastighed benyttes som mål for hvor hurtigt en genstand drejer rundt. Det kunne være hvor hurtigt et hjul på en cykel eller bil drejer rundt. Jo hurtigere omdrejningen er, jo større er vinkelhastigheden. Hvis omdrejnings hastigheden fordobles, så fordobles vinkelhastigheden tilsvarende.
Sekundviseren på et analogt ur bruger 60 sekunder på at dreje en omgang. Vinkelhastigheden ω for sekundviseren er så  omkredsen af uret 2π divideret med  60 sekunder = 0.1047 radianer pr. sekund. Minutviseren bevæger sig med ca. 0.00175 radianer pr. sekund. 
Vinkelhastighed kaldes indimellem lidt forvirrende vinkelfrekvens.
Vinkelhastighed (vinkelfrekvens) kan også bruges om andre regelmæssige, periodiske fænomener end rotation, for eksempel harmoniske svingninger. I det matematiske udtryk
{\displaystyle F(t)=\cos(a\cdot t)}
kan koefficienten {\displaystyle a} kaldes en vinkelhastighed (fordi argumentet til cosinus, {\displaystyle a\cdot t}, er en vinkel).
I tre dimensioner angives vinkelhastigheden ofte som en vektor hvis størrelse er den vinkel legemet drejer sig i en tidsenhed og hvis retning angiver rotationsaksens retning i rummet. Vektorformen af vinkelhastigheden noteres {\displaystyle \Omega } eller {\displaystyle \omega }.
Vinkelhastighed anvendes ved tidslige periodiske signaler. For stedslige periodiske signaler er det tilsvarende begreb bølgetallet.